# دهستان آلیان
دهستان آلیان به زبان تالشی آلیَند نام دهستانی در بخش سردار جنگل شهرستان فومن، استان گیلان در ایران است. براساس سرشماری مرکز آمار ایران در سال ۱۳۸۵، جمعیت آن ۴۴۷۴ نفر (۱۱۴۶ خانوار) بوده‌است.

## اطلاعات عمومی دهستان
این دهستان شامل ۲۰ روستا است که ۱۸ روستای آن دارای شورا و دهیاری است.
این روستا ها عبارتند از سیاه ورود،توسه کله ،پلنگ دره، کیش دره،  مشکه، عباسکوه ، کوریه،کلنتان سر، جیرده(فومن)، گاوکوه، تیمور کوه ، مسجدپیش ،موسی کوه، لتین پرد،شلشه دره، خَجَکه ،تطفرود بالا، تطفرود پایین، ملار، سفید سنگان.
آلیانی‌ها به زبان تالشی صحبت می‌کنند، زبانی که علی ‌رغم شباهت به زبان‌های گیلگی، دیلمی و مازنی دارای تفاوت‌های بسیاری با آ‌ن‌ها است.
اکثر مردم این دهستان کشاورز و دامدار هستند ولی شغل هایی مثل  باغداری یا پرورش ماهی هم دارند.دهستان آلیان یکی از پایگاه‌های یاران جنگل و میرزا در دوران نهضت جنگل بوده است.